# جي أس1
جي أس1 هي منظمة غير هادفة للربح تقوم بتطوير والحفاظ على المعايير العالمية للاتصالات التجارية. أشهر هذه المعايير هو الباركود، وهو رمز مطبوع على منتجات يمكن مسحها إلكترونياً. يتم مسح باركود جي أس1 أكثر من ستة مليارات مرة كل يوم. لدى جي أس1 114 منظمة عضو محلية و1.5 مليون شركة مستخدمm.
تم تصميم معايير جي أس1 لتحسين كفاءة وسلامة ووضوح سلاسل التوريد عبر القنوات المادية والرقمية في 25 قطاعًا. إنها تشكل لغة أعمال تحدد وتشارك المعلومات الأساسية حول المنتجات والمواقع والأصول وغيرها.